# Abstracción (lógica)
Abstracción es el resultado del apartamiento de las características esenciales de un objeto.

## Finalidad
La abstracción es uno de los mecanismos lógicos fundamentales para formar conceptos. Es importante el valor que tiene la abstracción para el conocimiento que avanza de lo concreto a lo abstracto. De modo que se acerque a la verdad. En un estudio científico es importante la abstracción de los objetos materiales, las leyes de la naturaleza, como en el caso de las leyes del movimiento. El interés es que se consiga una resultante más profunda, veraz y completa.

## Usos
Se precisan altos niveles de abstracción en las ciencias, incluidas las matemáticas; se utilizan, por ejemplo:
- Las abstracciones de la identificación
- El infinito actual
- el infinito potencial
- Los conceptos de sistemas matemáticos y de estos llegar a otros. Como
- Categoría.

## Otros casos
- Las figuras de la geometría son abstracciones de figuras concretas en las que no se toman en cuenta más que la extensión.
- El azul es la abstracción común de los cuerpos de este color.
- El color verde de las hojas de las plantas es una abstracción de ese carácter que poseen dichas partes.

Lo abstracto depende del conjunto en el que está inserto, en tanto que lo concreto no depende de tal ligazón.

## Citas y notas
1. ↑  «Lógica en forma simple sobre lo complejo. Diccionario» ISBN 5-01-002821-2
2. ↑  Op.cit.

## Además consúltese
1. Sanguinetti «Lógica»
2. Bravo, José Ma. «Desarrollo del pensamiento»
3. Skemp, Richard R. «Psicología de las matemáticas»
4. Ferrater Mora «Diccionario de Filosofía»